# Persoonia oxycoccoides
Espèce
Classification phylogénétique
Persoonia oxycoccoides est une espèce de plantes à fleurs du genre Persoonia et de la famille des Proteaceae. C'est un buisson originaire d'Australie.

## Répartition
Persoonia oxycoccoides est un buisson qui pousse dans la lande silicicole et la forêt sèche d'eucalyptus sclérophylles sur des sols acides de sable en Nouvelle-Galles du Sud, en Australie. Elle vit dans des zones de rusticité 9 et 10. 

## Source de la traduction
- (en) Cet article est partiellement ou en totalité issu de l’article de Wikipédia en anglais intitulé « Persoonia oxycoccoides » (voir la liste des auteurs).